# Flughafen Tscheremschanka

i7
i11
i13
Der Flughafen Tscheremschanka (russisch Аэропорт Черемшанка, ICAO-Code: UNKM) ist ein Regionalflughafen bei Krasnojarsk in Russland. Er liegt unmittelbar östlich des internationalen Flughafens Jemeljanowo.

## Geschichte
Nach dem Baubeginn 1984 wurde der Flughafen Tscheremschanka am 1. April 1988 eröffnet. Im Dezember 2011 kam es zu einem Brand, bei dem das Hauptgebäude so stark beschädigt wurde, dass zeitweilig alle Flüge auf den Flughafen Jemeljanowo verlegt werden mussten. 2012 wurde der Betrieb in Tscheremschanka wieder aufgenommen.